# Miloš Ostojić (ur. 1991)
Miloš Ostojić (serb. cyr. Милош Остојић, ur. 3 sierpnia 1991 w Titovej Mitrovicy) – serbski piłkarz występujący na pozycji środkowego obrońcy  w łotewskim klubie FK Liepāja.

## Sukcesy

### Klubowe
FK Partizan
- Mistrzostwo Serbii: 2011/2012 2012/2013, 2014/2015